# Halit Shamata
Halit Shamata (ur. 28 sierpnia 1954 w Kavajë) – albański nauczyciel i polityk, minister spraw wewnętrznych w latach 1996-1997, w rządzie Aleksandra Meksiego.

## Życiorys
Po ukończeniu szkoły średniej w rodzinnej miejscowości, w 1973 rozpoczął studia z zakresu języka i literatury albańskiej na Uniwersytecie Tirańskim, które ukończył w 1977. Po ukończeniu studiów został skierowany do pracy w szkole podstawowej we wsi Lekbibaj (Okręg Tropoja). W 1982 został przeniesiony do jednej ze szkół w okręgu Kavajë.
W 1991 związał się z opozycją demokratyczną, w tym samym roku podjął pracę w gimnazjum w Kavajë. W 1993 znalazł się w składzie Rady Narodowej Demokratycznej Partii Albanii, a w 1997 trafił do ścisłego kierownictwa partii. 
W wyborach 1992 uzyskał mandat deputowanego do parlamentu. W roku 1996 objął kierownictwo resortu spraw wewnętrznych, którym kierował w czasie tłumienia protestów opozycji w 1996, a także w czasie albańskiej rewolucji piramidowej. W czerwcu 1997 komisja parlamentarna badająca wydarzenia wiosny 1997 uznała, że sześć osób, w tym Shamata odpowiada za akty ludobójstwa w czasie próby tłumienia zamieszek. Shamata miał wydać rozkaz użycia fosgenu przeciwko tłumowi demonstrantów we Wlorze. W marcu 1997 podał się do dymisji.
22 sierpnia 1998 Shamata trafił do więzienia, ale prokuratura umorzyła sprawę z powodu braku dowodów. W latach 1998–2005 zajmował się pracą w szkolnictwie i opracowywaniem podręczników do metodyki nauczania. W 2005 objął stanowisko wiceministra w resorcie edukacji, które sprawował do 2013.
Jest autorem pięciu tomików poezji i czterech powieści, a także artykułów publicystycznych publikowanych w prasie codziennej. W 2006 ukazał się w wydawnictwie Tafa opracowany przez Shamatę zbiór bajek włoskich (Përralla italiane). Shamata jest honorowym obywatelem komuny Lekbibaj.

## Twórczość

### Proza
- 2001: Dyer të paputhitura (powieść)
- 2004: Dy dorëshkrime (Dwa rękopisy, powieść)
- 2009: Një vit i brishtë (powieść)
- 2013: Kolonia e erës

### Poezja
- 1990: Autograf
- 1995: Tatuazh (Tatuaż)
- 1997: Moshë e pakohë
- 1999: 99 paradokse (99 paradoksów)
- 2006: Punëdore